# Puerto de Melilla
El Puerto de Melilla se encuentra situado en la ciudad autónoma de Melilla, en la costa suroriental de la península de Tres Forcas.

## Posición
- Longitud: Oeste, 2º56'
- Latitud: Norte, 35º17'

Vientos predominantes
- Levante
- Poniente

## Antecedentes
La ciudad de Melilla fue fundada por los fenicios aproximadamente en el siglo VII a. C. con el nombre de Rusadir. Ciudad creada como punto de apoyo, refugio y descanso, este lugar fue elegido como puerto debido a la protección natural que ofrecía. Fue referenciada por el emperador Antonio Pio Augusto Caracalla (años 211-217) en su Itinerario de Antonino. No se dispone de datos sobre el puerto y su uso por visigodos, bizantinos o árabes. Quizá se deba al continuo soterramiento del puerto por parte del río que atraviesa la ciudad, conocido como "Río de Oro".
La ciudad fue tomada para el reino de España en 1497 por Don Pedro de Estopiñan. Fue utilizada como desembarcadero en época de la reconquista. En esa época, el fondeadero no era del todo seguro, perdiéndose numerosos barcos que encallaban en la playa del Mantelete o la playa de San Lorenzo. La artillería del fuerte solía hundir dichos barcos para que no cayeran en manos enemigas.
Melilla sufrió sitio en 1774-75, donde se puso de manifiesto la necesidad de un puerto. Los convoyes de socorro que llegaron el 29 de diciembre de 1774 hubieron de suspender la descarga de víveres y munición debido al fuerte viento de levante que hizo peligrar las naves. Además, la escuadra que protegía Melilla por mar, al mando del Capitán de Navío Don Hidalgo de Cisneros, tuvo que alejarse de la plaza sitiada para evitar la pérdida de los barcos, lo que le costó ser sometido a expediente.

## Historia

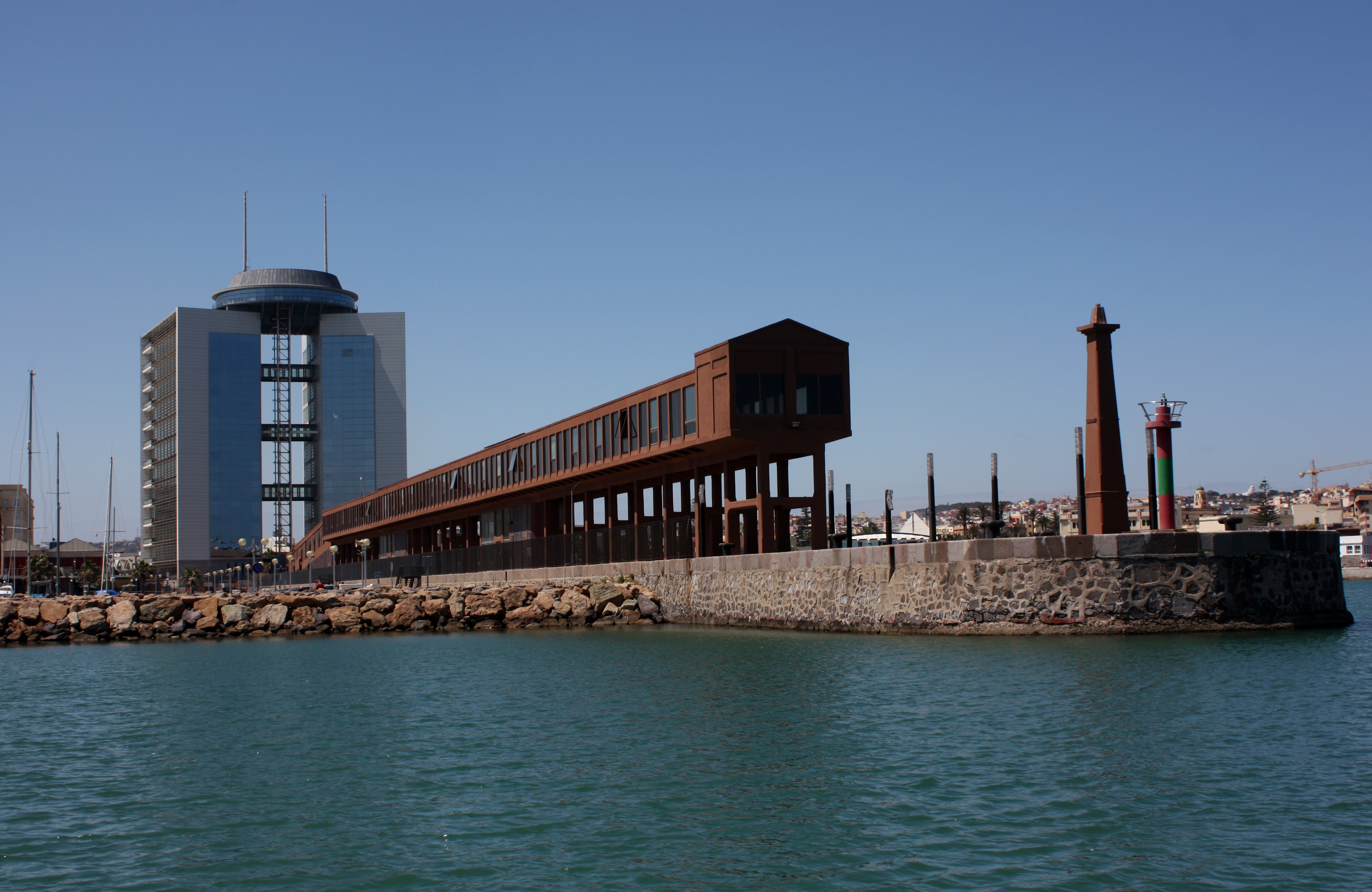
Cargadero de mineral de Melilla.

El 18 de diciembre de 1902, se creó la junta de Obras del puerto de Melilla, presidida por el gobernador militar. Fue Manuel Becerra quien comenzó los estudios de redacción del primer proyecto de puerto. Y el 17 de noviembre de 1904 se dotaba la Junta de Obras de Melilla del primer reglamento para su organización y funciones.
Las obras fueron inauguradas por Alfonso XIII depositando a modo de ofrenda una caja con varias monedas de curso legal y un ejemplar de El Telegrama del Rif que más tarde sería El Telegrama de Melilla.
En 1909 se proyectaron y realizaron las carreteras de Melilla a Nador, de Nador a Zeluan, de Melilla al Zoco el Had de Beni Sicar y de Melilla a Tres Forcas, siempre bajo la dirección de D. Manuel Becerra. En esa época febril también se realizaron una central eléctrica de 135,80 caballos de fuerza, el primer proyecto de abastecimiento de aguas de la población, un zoco, un depósito de granos y una enfermería indígena. La mayoría de ellos aún se conservan en buen estado.
Un día de marzo de 1914, las olas llegaron a alcanzar 18 metros de altura, barriendo por completo muelles y destrozando una gran parte del dique en construcción. Se perdieron más de 15 embarcaciones y 20 más sufrieron graves daños. Los temporales se sucedieron ese año y el siguiente, perdiéndose numerosas embarcaciones y creando grandes destrozos en el puerto. Aunque el temporal más fuerte sufrido por la ciudad ocurrió el 12 de marzo de 1925, donde edificios que se encontraban a treinta metros de altitud fueron alcanzados por las aguas. El 12 de abril de 1927, la ciudad de Melilla quedó inundada por una lluvia torrencial quedando incomunicada incluso telegráficamente.
Entre 1917 y 1925 se construye el cargadero de mineral tras petición de la Compañía Española de Minas del Rif, con una capacidad de atraque para buques de hasta 160 metros eslora/ 20 manga. La capacidad real de carga llegaba a las 1000 toneladas base. Además se concluirían los muelles de Ribera, aumentando la línea de atraque y evitando que la mercancía fuera descargada por medio de barcazas. Sin embargo, las numerosas campañas militares hicieron que la construcción del dique fuera muy lenta. 49 barcos con 25 000 hombres, desembarcaron en el puerto de Melilla para participar en los desgraciados sucesos del Desastre de Annual entre el 24 de julio y el 3 de agosto de 1921.
Entre 1937 y 1940 se construye la Baliza del Morro.
En 1966, la 3.ª ley de Régimen financiero de los puertos establece para Melilla unas tarifas especiales. El volumen de exportaciones de mineral caería drásticamente durante un tiempo hasta que en 1980, el cargadero de mineral de la ciudad realizaría su último servicio.
En el 2008 se inaugura la nueva estación marítima.
Está previsto que se amplíe para ganar terreno al mar y conseguir así que puedan atracar mayores cruceros en la Ciudad Autónoma de Melilla.

## Clima
El clima de Melilla es un clima mediterráneo de tipo Csa de acuerdo a la clasificación climática de Köppen, si bien en el periodo 1981-2010 está cerca del límite entre los climas semiáridos y no semiáridos. Se trata de un clima templado, con vientos de poniente y levante, también ocasionalmente viento del Sáhara. La temperatura media anual ronda los 19 °C. Los inviernos son suaves con una media algo por encima de los 13 °C en enero y los veranos son cálidos con una media en el mes de agosto de unos 26 °C. En agosto, el mes más caluroso del verano, las máximas medias quedan algo por debajo de los 30 °C, pero las mínimas son superiores a los 22 °C. La precipitación anual se sitúa ligeramente por debajo de los 400 mm. Las lluvias más intensas se concentran en los meses de invierno, primavera y otoño, mientras que el verano es una estación muy seca, con una media en julio que apenas roza la cifra de 1 mm de precipitación. Las horas de sol anuales son muy elevadas, unas 2600 horas.
| Parámetros climáticos promedio de Observatorio de Puerto de Melilla (52 m s. n. m.) (Periodo de referencia: 1981-2010) | Parámetros climáticos promedio de Observatorio de Puerto de Melilla (52 m s. n. m.) (Periodo de referencia: 1981-2010) | Parámetros climáticos promedio de Observatorio de Puerto de Melilla (52 m s. n. m.) (Periodo de referencia: 1981-2010) | Parámetros climáticos promedio de Observatorio de Puerto de Melilla (52 m s. n. m.) (Periodo de referencia: 1981-2010) | Parámetros climáticos promedio de Observatorio de Puerto de Melilla (52 m s. n. m.) (Periodo de referencia: 1981-2010) | Parámetros climáticos promedio de Observatorio de Puerto de Melilla (52 m s. n. m.) (Periodo de referencia: 1981-2010) | Parámetros climáticos promedio de Observatorio de Puerto de Melilla (52 m s. n. m.) (Periodo de referencia: 1981-2010) | Parámetros climáticos promedio de Observatorio de Puerto de Melilla (52 m s. n. m.) (Periodo de referencia: 1981-2010) | Parámetros climáticos promedio de Observatorio de Puerto de Melilla (52 m s. n. m.) (Periodo de referencia: 1981-2010) | Parámetros climáticos promedio de Observatorio de Puerto de Melilla (52 m s. n. m.) (Periodo de referencia: 1981-2010) | Parámetros climáticos promedio de Observatorio de Puerto de Melilla (52 m s. n. m.) (Periodo de referencia: 1981-2010) | Parámetros climáticos promedio de Observatorio de Puerto de Melilla (52 m s. n. m.) (Periodo de referencia: 1981-2010) | Parámetros climáticos promedio de Observatorio de Puerto de Melilla (52 m s. n. m.) (Periodo de referencia: 1981-2010) | Parámetros climáticos promedio de Observatorio de Puerto de Melilla (52 m s. n. m.) (Periodo de referencia: 1981-2010) |
| Mes | Ene. | Feb. | Mar. | Abr. | May. | Jun. | Jul. | Ago. | Sep. | Oct. | Nov. | Dic. | Anual |
| --- | --- | --- | --- | --- | --- | --- | --- | --- | --- | --- | --- | --- | --- |
| Temp. máx. abs. (°C)                                                                                                   | 25.6 | 34.2 | 29.6 | 30.6 | 33.0 | 37.0 | 41.8 | 39.2 | 37.0 | 33.0 | 34.0 | 30.6 | 41.8 |
| Temp. máx. media (°C)                                                                                                  | 16.7 | 17.0 | 18.5 | 20.1 | 22.5 | 25.8 | 28.9 | 29.4 | 27.1 | 23.7 | 20.3 | 17.8 | 22.3 |
| Temp. media (°C) | 13.3 | 13.8 | 15.2 | 16.6 | 19.1 | 22.4 | 25.3 | 25.9 | 23.8 | 20.4 | 17.0 | 14.6 | 18.9 |
| Temp. mín. media (°C)                                                                                                  | 9.9 | 10.6 | 11.9 | 13.2 | 15.7 | 19.0 | 21.7 | 22.4 | 20.5 | 17.2 | 13.7 | 11.2 | 15.6 |
| Temp. mín. abs. (°C)                                                                                                   | 0.4 | 2.8 | 3.4 | 7.0 | 9.8 | 13.4 | 16.4 | 16.8 | 14.4 | 10.2 | 5.0 | 4.8 | 0.4 |
| Precipitación total (mm)                                                                                               | 58.0 | 57.1 | 43.5 | 36.1 | 19.8 | 7.2 | 0.9 | 3.6 | 15.8 | 40.0 | 57.3 | 49.8 | 391.3 |
| Días de precipitaciones (≥ 1 mm)                                                                                       | 6.3 | 5.5 | 4.6 | 4.6 | 2.8 | 0.7 | 0.3 | 0.8 | 2.2 | 3.9 | 5.8 | 5.7 | 43.7 |
| Días de nevadas (≥ )                                                                                                   | 0.1 | 0.0 | 0.0 | 0.0 | 0.0 | 0.0 | 0.0 | 0.0 | 0.0 | 0.0 | 0.0 | 0.0 | 0.1 |
| Horas de sol | 184 | 170 | 192 | 220 | 258 | 279 | 289 | 288 | 210 | 194 | 177 | 168 | 2607 |
| Humedad relativa (%)                                                                                                   | 72 | 74 | 73 | 69 | 67 | 67 | 66 | 69 | 72 | 75 | 74 | 73 | 71 |
| Fuente: Agencia Estatal de Meteorología                                                                                | | | | | | | | | | | | | |

## Navieras y destinos
| Málaga  | Puerto de Málaga  | Trasmediterránea/ Baleària |
| Almería | Puerto de Almería | Trasmediterránea/ Baleària |
| Motril  | Puerto de Motril  | Baleària                   |

## Estadísticas
Número de pasajeros, de mercancías y de cruceristas desde el año 2010:
|                           | Pasajeros | Cruceristas | Mercancías (t) |
| ------------------------- | --------- | ----------- | -------------- |
| 2007                      | 518 572   | 1495        | 836 482        |
| 2008                      | 537 217   | 1390        | 865 905        |
| 2009                      | 591 326   | 0           | 835 770        |
| 2010                      | 633 044   | 2265        | 702 752        |
| 2011                      | 642 733   | 844         | 865 905        |
| 2012                      | 810 883   | 2687        | 835 770        |
| 2013                      | 783 930   | 3248        | 764 410        |
| 2014                      | 772 124   | 254         | 836 482        |
| 2015                      | 844 260   | 1352        | 935 129        |
| 2016                      | 889 348   | 1224        | 1 059 469      |
| 2017                      | 833 033   | 0           | 934 966        |
| 2018                      | 828 659   | 368         | 827 812        |
| 2019                      | 842 983   | 631         | 834 568        |
| 2020                      | 234 536   | 0           | 632 150        |
| 2021                      | 265 903   | 1374        | 993 622        |
| 2022                      | 641 263   | 5025        | 566 365        |
| 2023                      | 646 836   | 6085        | 576 385        |
| Fuente: Puerto de Melilla |           |             |                |